# Daniel Mark Buechlein
Daniel Mark Buechlein OSB (* 20. April 1938 in Jasper, Indiana als Marcus George Buechlein; † 25. Januar 2018 in Saint Meinrad, Spencer County, Indiana) war ein US-amerikanischer Ordensgeistlicher und römisch-katholischer Erzbischof von Indianapolis.

## Leben
Daniel Mark Buechlein trat in die Benediktiner-Erzabtei St. Meinrad in Indiana ein, wo er am 15. August 1963 die Profess ablegte und am 3. Mai 1964 die Priesterweihe in St. Meinrad empfing. Er absolvierte weitere Studien an dem Päpstlichen Athenaeum Sant’Anselmo, der Ordenshochschule der Benediktiner in Rom. Von 1971 bis 1987 war Buechlein Rektor der theologischen Hochschule (School of Theology) der Erzabtei, seit 1982 zugleich auch des »Saint Meinrad College«.
Papst Johannes Paul II. ernannte ihn am 20. Januar 1987 zum 3. Bischof von Memphis in Tennessee. Die Bischofsweihe spendete ihm der Erzbischof von Louisville, Thomas Cajetan Kelly OP, am 2. März desselben Jahres; Mitkonsekratoren waren James Francis Stafford, Erzbischof von Denver, und Edward Thomas O’Meara, Erzbischof von Indianapolis.
Am 14. Juli 1992 wurde er durch Johannes Paul II. zum fünften Erzbischof von Indianapolis ernannt und am 9. September desselben Jahres in das Amt eingeführt. Er gründete das Priesterseminar in Indianapolis. Buechlein war Konsultor der Kleruskongregation und Mitglied des „Pro Life“-Ausschusses der amerikanischen Bischofskonferenz. Sein Rücktrittsgesuch aus gesundheitlichen Gründen nach einem Schlaganfall wurde am 21. September 2011 von Papst Benedikt XVI. angenommen.

## Schriften
- Seeking the Face of the Lord. Criterion Press Incorporated 1999
- Reflections on the Life and Times of Simon Guillaume Gabriel Brute De Remur. Criterion Press Incorporated 2005
- Still Seeking the Face of the Lord. Criterion Press Incorporated 2006
- Surprised by Grace: Memories and Reflections After 25 Years of Episcopal Ministry. Criterion Press Incorporated 2012, ISBN 978-0578115573

## Einzelnachweis
1. ↑  Olivia Ingle: Jasper native Archbishop Daniel Buechlein dies. The Dubois County Herald, 25. Januar 2018, abgerufen am 26. Januar 2018 (englisch).

| Vorgänger              | Amt                                   | Nachfolger                |
| ---------------------- | ------------------------------------- | ------------------------- |
| James Francis Stafford | Bischof von Memphis 1987–1992         | James Terry Steib SVD     |
| Edward Thomas O’Meara  | Erzbischof von Indianapolis 1992–2011 | Joseph William Tobin CSsR |

| Personendaten    | Personendaten                                                                            |
| ---------------- | ---------------------------------------------------------------------------------------- |
| NAME             | Buechlein, Daniel Mark                                                                   |
| ALTERNATIVNAMEN  | Buechlein, Marcus George                                                                 |
| KURZBESCHREIBUNG | US-amerikanischer Ordensgeistlicher und römisch-katholischer Erzbischof von Indianapolis |
| GEBURTSDATUM     | 20. April 1938                                                                           |
| GEBURTSORT       | Jasper, Indiana                                                                          |
| STERBEDATUM      | 25. Januar 2018                                                                          |
| STERBEORT        | Saint Meinrad, Spencer County, Indiana                                                   |